# QWERTY 자판

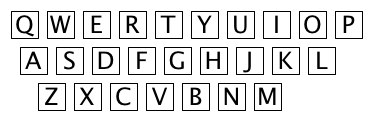
QWERTY 자판

QWERTY 자판(쿼티 자판)은 영어 타자기나 컴퓨터 자판에서 가장 널리 쓰이는 자판 배열이다. 자판의 왼쪽 상단의 여섯 글자를 따서 이름 붙여졌다. 1868년 크리스토퍼 숄스가 이 배열에 대한 특허를 냈다. 이후 숄스는 1873년에 레밍톤에게 이 특허를 팔았으며 레밍턴은 이후 타자기를 만들 때 처음 사용하였다. 효율 면에서 드보락 자판에 비해 떨어진다는 평가가 있으나 가장 널리 쓰이는 영문 자판이며 이를 기초로 많은 독일어의 QWERTZ 자판, 프랑스어의 AZERTY 자판 같은 다른 언어를 위한 자판이 만들어졌다.

## 역사
쿼티 자판은 미국의 밀워키 주에 살았던 신문 편집자인 크리스토퍼 숄스에 의해 발명되었다.
QWERTY 자판 배열의 유래에 대해서는 이견이 분분한데, 흔히 알려진 바로는, 숄스가 처음 개발한 타자기는 자판이 알파벳 순서로 배열되었는데 이 자판은 고속 타자에 매우 불편할뿐더러 타자기로 칠 때 인접한 키를 연달아 치게 되면 타이프바 등이 자주 엉키는 문제가 발생하였다는 것이다. 그래서 숄스의 동료였던 제임스가 숄스에게 배열을 바꾸라고 제안했고, 그걸 받아들여 숄스가 만든 게 이 쿼티 배열이라는 설이다. 이 설은 아주 널리 알려져 있으며 의심 없이 인용되는 이야기이다.
이 설은 상식처럼 받아들여지다가 최근 연구에 의해 반론이 제기되고 있고 신뢰성을 의심받고 있다.
첫째, 당시에는 특별히 타이프 잼이 일어날 정도의 고속 타이핑이 존재하지 않았다는 주장.
둘째, 숄스-글리든 타입의 타이프라이터 타이프바 배치를 보면 자주 쓰이는 글자 조합의 경우 얼핏 서로 멀리 떨어진 각도에 위치한 것으로 보이기도 하지만 ER이나 RE는 (후술 교토대 논문에 의하면) 무려 두 번째로 많은 타이핑 빈도수를 보이는 배열인데도 키보드는 물론 타이프바 배열에서도 인접하여 있다는 것이다. 다른 조합의 한계가 있었더라도 이것부터 해결했어야 했을 것이며, 한칸 떨어져 있긴 하지만 이정도로 해결되는 문제라면 전반적으로 이런 배열이 될 이유도 없다는 주장.
셋째, 키보드 배열과 타이프바 배열은 반드시 일치하지는 않는다는 것이다.
그 외에도 타이프라이터가 고속 타이핑에 버티지 못해 일부러 타이핑 속도를 늦추도록 고안된 것이라는 설 등 다양한 이야기가 있지만, 사실로 확인된 것은 없다. 오히려 해당 설들의 문제가 지적되는 경우가 더 많은데, 당시에 이런 식으로 타자기를 고장 낼 정도의 기술을 지닌 고속 타이피스트들은 없었다는 주장도 있다. 또한 2011년에 교토대에서 나온 논문에서는, 초기 사용자들은 모스 오퍼레이터들이었는데 모스 신호와 속도를 동기화시켜야 하는 이들 업무의 특성상 이 속도를 늦춘다는 것은 말이 되지 않는다는 이야기도 있다.
영어 낱말의 많은 경우가 왼쪽을 보다 쓰게 되어 인구의 다수를 차지하는 오른손잡이에게는 좀 더 힘든 입력 배열이라는 주장도 있다. 그러나 현대의 컴퓨터 사용자 중 오른손잡이들에게는 오른손으로 마우스를 사용하기 때문에 오히려 편리하다고 볼 수 있다.
아래는 캐나다 퀘벡주에서 사용되는 QWERTY 배열이다.

캐나다퀘벡에서 사용되는 QWERTY 키보드

## 한글과 쿼티자판
두벌식 자판은 쿼티 자판과 공존하도록 만들어졌다. 왼쪽에는 자음이, 오른쪽에는 모음이 배치되어 서로 번갈아 가면서 키를 치게 구성되었다. 하지만 마이크로소프트의 인간공학 키보드나 LG전자의 인간공학 키보드는 이 자판이 갈라져 배치되어 있는데, 왼손 자음, 오른손 모음으로 대체적으로 지켜지고 있으나 ‘b’(ㅠ) 키만 왼쪽으로 배치되어 있어 두벌식 자판으로는 한글을 입력하기가 불편하다. 그러나 세벌식 자판은 ‘b’(ㅜ) 키와 ‘6’(ㅑ) 키를 왼손으로 치는 게 더 효율적이다.

## 참고 문헌
- Yasuoka, Koichi; Yasuoka, Motoko, On the Prehistory of QWERTY, 2011
- Winn L. Rosch, The Winn L. Rosch Hardware Bible(Que Publishing, 2003

## 쿼티자판을 쓰는국가
- 미국
- 캐나다 (퀘벡은 자판배열이 조금다름.)
- 라틴아메리카
- 중화인민공화국 (한어병음방식이며 대만은 주음부호방식을 쓴다.)
- 홍콩
- 마카오
- 조선민주주의인민공화국
- 대한민국 (두벌식 자판과 결합된 형태이며 배열방식이 상호호환된다.[4])
- 일본 (로마자 입력방식)
- 말레이시아
- 싱가포르
- 브루나이
- 인도네시아
- 베트남
- 필리핀
- 부탄
- 인도
- 오스트레일리아
- 피지
- 뉴질랜드
- 영국
- 아일랜드
- 네덜란드 ( 벨기에 북부)
- 덴마크
- 핀란드
- 노르웨이
- 스웨덴
- 스페인
- 포르투갈
- 이탈리아 (바티칸,산마리노,스위스 일부지방 포함)
- 에스토니아
- 아이슬란드
- 리투아니아
- 몰타
- 루마니아
- 몰도바
- 튀르키예
- 북아프리카를제외한 대부분의 아프리카 지역
- 영국식은 영국과 아일랜드, 북유럽, 네덜란드, 스페인, 포르투갈, 이탈리아,라틴아메리카 지역에서 사용하고 미국식은 북미를 포함한 대부분의 국가에서 사용하고 있다.

## 같이 보기
- 자판 배열